# (5167) Joeharms
(5167) Joeharms est un astéroïde de la ceinture principale.

## Description
(5167) Joeharms est un astéroïde de la ceinture principale. Il fut découvert le 11 avril 1985 à l'Observatoire Palomar par Carolyn S. Shoemaker et Eugene M. Shoemaker. Il présente une orbite caractérisée par un demi-grand axe de 2,67 UA, une excentricité de 0,21 et une inclinaison de 15,0° par rapport à l'écliptique.

## Compléments